# Карен Кейн
Карен Александрія Кейн (28 березня 1951 , Гамільтон, Онтаріо ) — канадська балерина.

## Життєпис
Кейн почала навчатися балету з шести років. Вона відвідувала Національну балетну школу в Торонто з 1962 до 1968 рр., де її викладачкою була Бетті Оліфант. У 1969 році вона стала членкинею трупи Національного балету Канади, в якому була сольною танцюристкою з 1970 року до кінця своєї кар'єри в 1997 році. У 1971 році почала успішну співпрацю з Френком Августином, з яким вона виступала в таких класичних виставах, як «Коппелія», «Le Corsaire», «Ромео і Джульєтта», «Лускунчик» і «Лебедине озеро», і отримала першу премію за найкраще па-де-де на Московському міжнародному балетному конкурсі 1973 року. У 1973—1984 роках вона виступала на міжнародному рівні з Рудольфом Нурієвим.
З національним балетом вона з'явилася в таких постановках, як Mad Shadows у постановці Енн Дічбурн, Rite of Spring, Sinfonia і Oiseaux exotiques Константина Пацали; Alice, La Ronde і Tagore Глена Тетлі; Café Dances Крістофера Гауза; Now and Then Джона Ноймаєра та Tides of Mind Домініка Дюма. Вона мала тісне творче партнерство з Джеймсом Куделкою.
З 1972 по 1982 рік Кейн була запрошеною танцюристкою в Національному балеті Марселя, з 1984 року була запрошеною балериною в Балетній трупі Еліота Фельда. У 1981 році вона разом з Френком Августином гастролювала Китаєм як танцюристка і викладачка балету. Пет Фернс зняв про неї три документальні фільми (1979, 1989 і 1994), а в 1980 році її зобразив Енді Воргол.
У 1997 році, через 26 років, Кейн вирушила у прощальний тур як активна танцюристка з Національним балетом Канади під керівництвом імпресаріо Ґарта Драбінського. Вона була запрошена до Національного балету як «артист у резиденції», а з 2000 року — художня співкерівниця, а після відставки Куделки у 2005 році стала художньою керівницею балету. З 2004 по 2008 рік була членкинею правління Канадської ради мистецтв.
Кейн одружена з актором Россом Петті.

## Відзнаки
Вона була удостоєна звання офіцера, а в 1996 році — кавалера ордена Канади, була першою канадкою, яка отримала нагороду Cartier Lifetime Achievement Award у 1996 році, була відзначена французьким урядом як Officier des Ordre des Arts et des Lettres у 2000 році та отримала Премію генерал-губернатора у 2002 році, а в 2011 році — нагороду «Видатний артист» Міжнародного товариства виконавських мистецтв.

## Вебпосилання
- Канадська енциклопедія — Карен Кейн [Архівовано 10 травня 2012 у Wayback Machine.]
- Довідка про фільм — Карен Кейн Біографія [Архівовано 5 січня 2022 у Wayback Machine.]
- Бібліотека та архіви Канади — Карен Кейн [Архівовано 26 листопада 2019 у Wayback Machine.]